# معركة تيتوفو
كانت معركة تيتوفو أكبر مشاركة خلال تمرد عام 2001 في جمهورية مقدونيا، حيث قاتلت قوات الأمن المقدونية مع المتمردين الألبان من جيش التحرير الوطني للسيطرة على المدينة.

## مقدمة
تيتوفو هي مدينة كبيرة في مقدونيا،  وغالبية مواطنيها هم من أصل ألباني. أثناء تفكك يوغسلافيا في التسعينات، سار أكثر من 2000 من أصل ألباني في تيتوفو مطالبين بالانفصال عن جمهورية مقدونيا. لم يكن حق تقرير المصير للأقلية العرقية داخل الدولة حقًا بموجب دستور جمهورية مقدونيا الاشتراكية،  واحتجاجًا على افتقارهم إلى التمثيل بموجب دستور جمهورية مقدونيا جديد، قاطع ألبان مقدونيا الاستفتاء على الاستقلال. من يوغوسلافيا وبالتالي تم استبعادهم من أي تمثيل تقريبًا في الحكومة الجديدة. وأصبحت تيتوفو مقر الأحزاب السياسية الألبانية الجديدة، التي اعتبرتها جمهورية مقدونيا غير دستورية. تفاقمت التوترات، تيتوفو، جنبا إلى جنب مع مدينة غوستيفار، استقبل وتأوي آلاف من اللاجئين البوسنيين المسلمين من عام 1992 حتى نهاية الحرب البوسنية. قبل قصف حلف شمال الأطلسي من ليوغسلافيا على كوسوفو، أصبح تيتوفو قاعدة الإمداد الخلفية لجيش تحرير كوسوفو،  ثم عاد لاحقاً إلى وطنه لأكثر من 100,000 لاجئ كوسوفي من حرب كوسوفو. وقد تم التخلي عن خطة غليغوروف لإعادة توزيع اللاجئين الكوسوفيين إلى ألبانيا عبر ممر اللاجئين عبر مقدونيا، وبدأ اللاجئون في التجمع في تيتوفو وغوستيفار والبلدات التي يسيطر عليها الألبان الغربيون في أواخر أشهر الصيف. وبدأ جيش تحرير كوسوفو في استخدام مستشفى تيتوفو لعلاج المقاتلين الجرحى. وبصفتها العاصمة غير الرسمية لألبانيا في مقدونيا، كانت تيتوفو مكتظة باللاجئين من كوسوفو وكانت متورطة بعمق في إمدادات الذخائر إلى جيش تحرير كوسوفو.
كانت بلدة تيتوفو التي يهيمن عليها الألبان منخرطة بشكل عميق في حرب كوسوفو منذ ربيع عام 1998، وقد جاء بعض كبار قادة جيش تحرير كوسوفو من تيتوفو، مثل بارديل محمود. وقد حضر العديد من الألبان المتعلمين في تيتوفو الذين تقل أعمارهم عن 50 سنة من جامعة بريشتينا قبل أن يتم تطهيرهم من المدرسين من أصل ألباني في أوائل التسعينات. قبل عام 1991 شكلت كوسوفو ومقدونيا جزءا من يوغوسلافيا مما يعني الوصول غير المقيد بين الكيانات.
في عام 1997، تم سجن علاء الدين ديميري، عمدة تيتوفو، لرفعه علم النسر المزدوج رأس ألبانيا من قاعة بلدة تيتوفو وبحلول عام 2000، امتد اندلاع الأعمال العدائية في تانوسيفتسي إلى مدينتي تيتوفو وغوستيفار. مع تشكيل تمرد، بدأت جبهة التحرير الوطنية (NLA) الاستيلاء على الأراضي  منطقة تيتوفو. أصبحت المناوشات بين التمرد والقوات الحكومية شائعة في أجزاء أخرى من البلاد.
القوات المقدونية، التي يبلغ عددها أكثر من 3000، عقدت كمية محدودة من المدرعات والمدفعية. وبحسب ما ورد، كانوا يملكون عدداً من ناقلات الأفراد المدرعة، دبابات هاوتزر من طراز T-55، قطرها 105 ملم و 122 ملم. ويتألف الجزء الأكبر في قوتهم من جنود الاحتياط على حافة الصراع. وقد ارتفعت هذه الأعداد بسرعة في الأشهر التالية مع تضاعف الإنفاق العسكري لمقدونيا إلى 7? من الناتج المحلي الإجمالي، مما أدى إلى شراء كميات كبيرة من المعدات العسكرية بشكل رئيسي من أوكرانيا وبلغاريا. أيضا تعبئة قوات الشرطة الخاصة مثل وحدة الأسود والذئاب. وبحلول فترة صراع طويلة، تمركز اللواء الآلي الأول بأكمله في بلدية تيتوفو وحولها.
من ناحية أخرى، لم يكن لدى «جيش التحرير الوطني» سوى مجموعة متنوعة من الصواريخ والأسلحة الهجومية وقذائف الهاون. ومع ذلك، فقد كانوا يشكلون قوة العصابات بشكل رئيسي، فخوراً بالمواقع المخبأة في الجبال المحيطة بالمدينة. وجدت الأسلحة والإمدادات طريقها من كوسوفو إلى الخطوط الأمامية على جبال آار عبر قوافل الخيول. كان جبل بالتيبي وجبل كالي من النقاط القوية الرئيسية، حيث احتفظ كلاهما بالقلاع القديمة التي خلفتها الإمبراطورية العثمانية. شيد المتمردون سلسلة من الخنادق والمخابئ في الدفاع.

## معركة
خلال فترة ما بعد الظهيرة من 16 مارس، عقد الألبانيين مسيرة قومية في المدينة. حول هذا الوقت، اطلقت نيران الرشاشات على الشرطة المقدونية من تلة بالتبيس. بدأت المواجهة في تيتوفو عندما أطلق حوالي 15 متمرداً نيرانهم بالبنادق في ضاحية كالي على بعد حوالي 1.2 ميل شمال وسط المدينة وفي قرية سيلسي المجاورة. وشرع جيش التحرير الوطني في إشراك القوات المقدونية بنيران القناصة وهجمات المورتر.
أول وفاة مدنية كان سائق سيارة أجرة ألباني قُتل في اليوم الأول من التمرد في حي كولتوك العثماني القديم عندما فتحت الشرطة النيران بالبنادق الآلية دون تمييز، على الرغم من أن القتال الرئيسي في ذلك الوقت كان يقع على بعد 1.9 ميل، وراء كالي، في قرية لافسي.
وأصيب أيضا 15جندي من أفراد الشرطة المقدونية وجندي ألماني من حلف شمال الأطلسي حينما اصطدمت ثكنات مشتركة في ضواحي البلدة التي تعرضت لقذائف المورتر. في اليوم التالي، انتقلت وزارة الدفاع الألمانية في دبابتين ليوبارد 2 من بريزرين، في كوسوفو، من أجل حماية القاعدة. تم إجلاء نصف الجنود الألمان البالغ عددهم 1200 جندي إلى مكان آخر يبعد ثمانية كيلومترات. وبحلول 20 مارس، تم نشر 400 جندي آخر من القوات الألمانية المقاتلة في قوة كوسوفو المجهزة بمركبات مدرعة ماردر  وأكثر من دبابات ليوبارد 2 في تيتوفو. استمر المدنيون في أعمالهم اليومية، لكن الشوارع أصبحت فارغة. كانت المقاهي والمحلات التجارية مهجورة وتم قطع الكهرباء عن جزء من المدينة. بالنسبة للمقاهي التي بقيت مفتوحة، كان من الشائع رؤية بعض الناس يخاطرون بمشاهدة معارك بالأسلحة.
في معركة تيتوفو، كان الجيش المقدوني يتعرض للفشل بشكل متكرر من قبل المقاتلين المتنقلين للغاية وقائدهم العسكري، جازم استريني. ولد أوسترني في ديبار في غرب مقدونيا، وكان من قدامى المحاربين الذين خدموا في الجيش اليوغوسلافي وحتى أبريل 2001 كان نائب قائد في فيلق حماية كوسوفو. كان أوستريني نموذجًا للألبان العرقيين، الذين لم يروا مستقبلًا لأنفسهم في الجيش المقدوني بعد الاستقلال، والذي كان يهيمن عليه المقدونيون. لم يكن أوستريني مجرد تكتيكي موهوب بل مؤلف للشؤون العسكرية كتب كتابا عن الحركة الحزبية في مقدونيا خلال الحرب العالمية الثانية حيث درس أسطورة النصر الديمقراطي المقدوني / الحزبي.
في 21 مارس، شهد الجانبان وقف إطلاق نار قصير. كان اليوم هادئا بدون طلقة واحدة. لكن في هذه المرحلة، كان آلاف السكان قد فروا من المدينة. أولئك الذين ظلوا مضطرين مع الحياة بأفضل ما يستطيعون بينما يمسح كلا الجانبين جروحه. وفي هذا اليوم أيضًا، قام الجيش المقدوني بتوسيع كايل هيل تحت غطاء من المدفعية ونيران الأسلحة.
وفي 22 مارس، بعد شهرين من أعمال العنف المتفرقة، قُتل جنديان ألبانيان بالقرب من ملعب كرة القدم في المقاطعات الشرقية. اقترب الرجلان من نقطة تفتيش مقدونية في سيارة بيضاء، فقط ليُطلق عليهما النار أثناء محاولتهما رمي القنابل. وأصبحت صور القتلى مشهورا، وهي أول مرة شهد شهداء التمرد وجلبت عنف مقدونيا للعالم.
شرع المقدونيون في تعزيز قواتهم الأمنية ونشر دبابات تي -55 كدعماً.
تعرض جنود الجيش المقدوني للهجوم بالقرب من قرية فيجسي، على بعد تسعة أميال شمال تيتوفو. وقال المتحدث باسم وزارة الداخلية، ستيفو بينداروفسكي، "إن ثمانية أشخاص قتلوا وجرح اثنان". تم إطلاق النار عليهم بواسطة الرشاشات وقاذفات الصواريخ. وردت القوات المقدونية وانسحب المهاجمون. الوضع هادئ الآن. كانت حادثة معزولة."كان الافتراض سابق لأوانه. وأثار مقتل الكوماندوز الثمانية، التي كانت خسارة فادحة لبلد يبلغ عدد سكانه مليوني نسمة، أول رد فعل مدني من قبل المقدونيين الذين تم تجميعهم في منظمات شبه عسكرية جديدة شريرة، وهي منظمات للدفاع عن النفس في مدينة بيتولا الجنوبية، على بعد 170 كيلومترًا (120 ميلا) جنوب سكوبي، حيث جاء أربعة من الجنود القتلى. ونهبت الحشود المقدونية واطلقت النيران في المتاجر الألبانية.
وفي بلدة تيتوفو القديمة، عانت نقطة تفتيش للرمل بالقرب من كنيسة سانت نيكولاس من قصف متكرر جائت من منازل في المرتفعات. على مدى الأيام القليلة التالية، اندلعت عدة مناوشات في جميع أنحاء التلال. تحطمت طائرة هليكوبتر من طراز مقدونيا ميل مي-17 أثناء نقل قوات الشرطة إلى منتجع للتزلج على مشارف البلدة، مما أسفر عن مقتل الطيار وإصابة 16 من رجال الشرطة. معظم المتمردين عقدوا على جبل بالتيبي. من منطقة كولتاك، وقصفت القوات المقدونية النيران على المواقع الألبانية. تم إرجاع هذا في كثير من الأحيان مع رشاش آلي، قناص، ونيران هاون.
وظهرت سلسلة من الانفجارات بوضوح في التلال فوق تيتوفو بينما كان السكان المذعورون يتدافعون للحصول على غطاء في الأسفل. كانت التلال قد احتلت من قبل قوات حرب العصابات الألبانية للأسبوع الماضي. كان الجيش المقدوني يطلق النار بصورة عشوائية، وجاء العديد من أعمدة الدخان المتصاعدة من منازل المدنيين. لم ترد أي معلومات عن الخسائر البشرية، لكن الخطر على المدنيين كان مرتفعاً. وتنتشر التلال المحيطة بتيتوفو بالمنازل ولم يتضح ما إذا كان قد تم إجلاء جميعهم.
بعد فترة قصيرة من بدء الهجوم الحكومي، أصدر الجيش المقدوني إنذاراً نهائياً، أعطى NLA مدة 24 ساعة لوقف الأعمال العدائية والاستسلام، أو مغادرة مقدونيا. بعد انتهاء الموعد النهائي، واصلت قوات الأمن المقدونية استخدام جميع الوسائل ضد مواقع المتمردين. بدأ الهجوم المقدوني بعد ساعات فقط من عرض المتمردين الانضمام إلى محادثات السلام.

### المرحلة الثانية
في 6 يونيو، تم البدء في وقف إطلاق نار آخر، استمر لمدة ثمانية عشر يومًا. وقبل ظهر يوم 22 يوليه بقليل، حطم المدفع الرشاش ونيران الأسلحة الصغيرة مرة أخرى. وعندما التقى المبعوثون الأمريكيون والأوروبيون بالرئيس بوريس ترايكوفسكي في سكوبيي في 23 يوليه، وصلت المعركة إلى ضواحي تيتوفو.
في 23 يوليو، استخدم المقدونيون طائرات الهليكوبتر الأوكرانية السابقة من طراز ميل مي-24 لأول مرة في النزاع، رداً على نيران مدافع الهاون الألبانية التي أصابت 20 مدنياً في منطقة كولتوك. على الرغم من إضافة هذه المروحيات الجديدة والقوة النارية الفائقة، لم يكن الجيش من ذوي الخبرة في عمليات مكافحة التمرد ولجأ إلى أساليب مطرقة. مع التلال والجبال خلف المدينة وعشرات القرى ذات الكثافة الألبانية التي تعتمد على الدعم، عرف المتمردون أنهم في موقع قوي في تيتوفو.
في مقاطعة درينوفاتش، قاتل المتمردون والقوات الحكومية بكثافة من أجل الاستاد الرياضي في المدينة. ترك سقوط الملعب والحاجز الحكومي المتمردين في خمسين ياردة من وسط المدينة. صدرت تعليمات إلى سكان المناطق بمغادرة منازلهم على يد القوات المقدونية.
وخلال القتال العنيف الذي اجتاح تيتوفو في الفترة من 22 إلى 24 يوليه، أصيبت فتاة ألبانية تبلغ من العمر 12 عاما، هي جيينا ساليو، بجروح قاتلة في بورج. وقد أدى قصف بورج إلى مقتل تسعة مدنيين في 23 يوليو وحده. وجد جيف بيلي، الصحفي الذي كان يغطي الصراع، نفسه محاصراً في قبو في القرية أثناء القصف. وقال: «لقد احتفظ به جيش التحرير الوطني بالقدر الذي لا تستطيع فيه الشرطة الذهاب إلى هناك»، لكنه كان في الأساس هدفاً مدنياً. أصيب 13 مدنياً وخمسة جنود حكوميين. كما قصفت القوات الحكومية المقدونية قرى تحيط بتيتوفو، التي كانت تحت سيطرة المتمردين الألبان.

### المرحلة النهائية
وأخيراً دخلت مفاوضات السلام في أوهريد في 8 أغسطس. بحلول ذلك الوقت، كانت تيتوفو عمليا مدينة أشباح، وقد فر معظم سكانها من القتال. وفي 12 أغسطس 2001، قُتل عشرة من أصل ألباني في قرية ليوبوتن على أيدي القوات الحكومية - من الواضح أنها كانت انتقاما لقتلهم ثمانية من كوماندوس مقدونيين فجرتهم الألغام الأرضية وعشرة جنود آخرين قتلوا في كمين من جيش التحرير الوطني. قُتل الجنود الثمانية وجُرح ثمانية آخرون، في صباح 10 أغسطس، عندما دارت شاحنة عسكرية مقدونية فوق منجمين مضادين للدبابات على طريق ريفي بعيد على جبل سكابسكا كرنا غورنا شمال سكوبي مباشرة.
كما أعطى ليوبوتن لمحة دولية لأول مرة لجيوب بوسكوفسكي، وزير الداخلية المتشدد الذي يعد بطلا للعديد من المقدونيين العاديين، ولكنه زعيم حرب بسيط العقل في نظر العديد من العرقية الألبانية. وقام الرئيس ترايكوفسكي برفض رئيس أركان الجيش المقدوني، الجنرال باندي بتروفسكي، في 9 أغسطس، عقب الهجوم على القافلة. كان بتروفسكي قد أخبر مجلس الأمن الوطني في مقدونيا أنه «يتحمل المسؤولية عن الضحايا». نائبه، الجنرال ميثوديوس استمبوليسكي، حل محله. وكانت هذه هي المرة الرابعة التي يتم فيها تغيير قيادة القوات المسلحة في أقل من شهرين، وهي علامة أخرى على عدم قدرة الجيش المقدوني على التعامل مع التمرد.
في اليوم التالي، هاجم المتمردون ثكنات الجيش المقدونية في وسط تيتوفو، وأرسلوا أعمدة دخان سوداء فوق الضواحي الشمالية والجنوبية الغربية. وأضرمت النيران في جزء من الثكنات وناقلة جند مدرعة في القتال. هاجم جيش التحرير الوطني ثكنات الجيش في مدينة تيتوفو بالمدافع الرشاشة وقاذفات القنابل، مما أسفر عن مقتل جندي من الجيش. وقد وافق مجلس الأمن الوطني المقدوني، ردا على ذلك، وعلى هجوم آخر ضد جيش التحرير الوطني. وركزت القوات المقدونية هجومها على ضاحية تيكي، حيث انفصلت مقبرة بين الفصيلين.

## بعد
وفي 13 أغسطس، وقّع ممثلون مقدونيون وألبان اتفاق أوهريد ، منهيا معظم القتال. على مدى الأشهر القليلة التالية ، عملت قوات حلف شمال الأطلسي على نزع سلاح جيش التحرير الوطني ، الذي تنازل عن السلطة بعد عملية الحصاد الأساسية التي استمرت ثلاثين يومًا.
نتيجة للقتال ، قدّر الصليب الأحمر أن 76,000 شخص قد فروا من منازلهم. على الرغم من أن العنف الرئيسي انتهى في الثالث عشر ، ظلت المناوشات والمضايقات شائعة في منطقة تيتوفو. في 14 أغسطس، قتل شرطي مقدوني برصاص المتمردين الالبان في تيتوفو، ثقب وقف إطلاق النار الهش أعلن يوم الاحد كجزء من خطة لانهاء التمرد لمدة ستة أشهر، وتمهيد الطريق لنزع السلاح من العصابات جيش التحرير الوطني . وقال قائد من «جيش التحرير الوطني» إن أحد المدنيين أصيب في إطلاق النار على حاجز «درينوفيك» في إحدى ضواحي تيتوفو. واتهم الشرطة باطلاق النار.
سفير في سكوبي حذر من قوة حلف شمال الاطلسي التي من شأنها أن تبقى على الأرجح لحلقة من الوقت بعد عملية نزع السلاح ولا يذوق الشباب الألباني طعم التمرد الناجح. كجزء من جماعة العصابات التي تشعر بالأمان الشديد حول نفسها وقد لا تسلم أسلحتها. عانت الشرطة والجيش والقوات شبه العسكرية المقدونية سلسلة من الهزائم على يد المتمردين في المنطقة تيتوفو وكومانوفو، في آراسينوفو على مشارف سكوبي وفي تجدد القتال بالقرب من تيتوفو وكوسوفو في أغسطس.
في 12 نوفمبر / تشرين الثاني ، تعرض ثلاثة من ضباط الشرطة المقدونية لكمين وقتلوا في قرية تريبوس.

## الروابط الخارجية
- Georgiev, Marko, "Tetovo, Macedonia, March 20, 2001: Apocalypse Now" (blog). Accessed 14 December 2010.
- "Rebel army on the hillsides", CNN (21 March 2001).
- Huggler, Justin (19 March 2001). "'My father was a fighter. It is in Albanian blood. I am not afraid. We will fight'", The Independent.
- Phillips, James T. (9 August 2001). "Report from Tetovo: The Road to War," NewsInsider.org. Accessed 14 December 2010.
- Seraphinoff, Michael (21 July 2002). "Confronting Ethnic Cleansing in Tetovo, Macedonia," MakNews.com. Accessed 14 December 2010.
- Huggler (16 March 2001). "Albanian rebels take their battle to the streets," (originally in the Independent,) Peacelink.it listserve. Accessed 14 Dec 2010.
- "Battle for Tetovo rages", CNN (9 August 2001).
- "Mountain battle in Macedonia", CNN (22 May 2001).
- Kujundzic, Lidija. Trans. Lazovic, S. (23 March 2001) "Battle for Tetovo." Accessed 14 December 2010.
- "Attack choppers join Macedonian battle[وصلة مكسورة]", CBC News (24 March 2001)
- Martin, Susan Taylor (22 March 2001). "Tetovo's residents watch, wait for war", St. Petersburg Times.
- Deliso, Christopher (18 April 2002) "Macedonian Tortured in Tetovo Village, As Gang War Rages," antiwar.com. Accessed 14 December 2010.
- Deliso (25 January 2002) "On the Front Lines in Tetovo," antiwar.com. Accessed 14 December 2010.